# Бирюкса (деревня)
Бирюкса — упразднённая деревня в Алтайском районе Алтайского края Российской Федерации.

## География
Располагалось в горном Алтае, на реке Бирюкса. Сохранился пруд Самолётский.

## История
Основано в 1876 году. По другим данным, «в 1885 году в Алтайской волости в 15 верстах от села Алтайское образовали переселенческий участок на речке Бирюкса»
В 1926 году входил в состав Алтайского района Бийского округа Сибирского края:678.
До переписи 1970 года опустел.

## Население
В 1893 году 425 жителей.
В 1926 году в деревне проживало 421 человек (208 мужчин и 213 женщин), основное население — русские. В 1939 году — 19 жителей, в 1959 году — 27

## Инфраструктура
Личное подсобное хозяйство с зоной сельскохозяйственного использования, индивидуальная застройка усадебного типа. В 1893 году 44 двора, в 1926 году деревня Бирюкса состояла 64 хозяйств.

## Транспорт
Просёлочная дорога.